# 에르고디자인
에르고디자인(ergodesign)은 기능성이나 쾌적성을 높이기 위하여 인간의 체격, 운동, 감각, 인지 등의 모든 기능이나 행동 특성 또는 능력에 맞는 기계나 가구를 만드는 디자인, 또는 그런 특성의 디자인 요소를 응용한 디자인이다.

## 용어
‘ergonomics’란 ‘일’을 의미하는 그리스어의 ‘ergon(일 양의 단위, ergo와 같은 어원)’과 ‘법칙’을 의미하는 ‘nomos’에 영어의 접미어 ‘ics(~학)’가 붙은 조어다. 
이 에르고노믹스에 기초한 디자인이 ‘에르고디자인(ergodesign)’이다.

## 범위
사람의 생리적, 심리적 기능이나 특성의 과학적 근거에 기초하여 소비자의 편의나 건강, 안전과 만족감을 추구하는 디자인이 에르고디자인의 범위에 들어간다. 
- 치수, 체격 크기, 형상, 공간의 넓이, 높이, 도달단계
- 운동 기능 조작력, 섬세한 조작, 기기반응시간, 단계의 차이, 기울기
- 감각 기능 표시의 크기, 배색, 알림음의 크기, 촉각 표시
- 인지 기능 표시 내용의 쉬운 이해, 알기 쉬운 조작방법

에르고노믹스의 다섯 가지 측면에는 안전 (Safety), 편안함(Comfort), 사용의 용이성(Ease of use),  생산성(Productivity) / 성능(performance), 미학(Aesthetics)이 있다. 에르고노믹스의 휴먼 팩터(Human factors) 우주분야 엔지니어링, 노화, 보건,IT, 제품 디자인, 교통, 교육, 핵 및 가상 환경에 적용된다. 
에르고디자인의 범위는 가전제품을 비롯하여 정보기기, 가구, 집기, 문방용구, 의복, 주택과 주택설비, 자동차, 공공설비, 대중교통수단 증 사람이 접하는 모든 물건이나 시스템 전체에 이른다.

## 목적
디자인에서 인간(사용자)의 특성에 관한 정보를 원리와 실제 적용할 수 있는 데이터로 나누어 집대성하고 실제로 보다 쉽게 이해하고 활용할 수 있도록 하는 데 에르고디자인학의 목적이 있다.

## 적용
에르고디자인은 구체적인 일련의 순서에 따라 진행된다. 첫째로, 실용적인 영향을 미치는 문제를 선택해야한다. 문제는 현재의 이론을 지원하거나 테스트해야 한다. 사용자는 하나 또는 몇 가지의 일반적으로 측정되는 안전, 보건 조치 및 종속 변수(들)을 선택해야만 한다. 독립 변수 (들)는 서로 다른 수준에서 선정되어야한다. 일반적으로,이 일은 참가자, 기존의 환경, 장비, 및 소프트웨어에 지급된다. 사용자를 테스트를 할 때, 주의를 주거나 작업 방법을 설명해야한다. 자발적인 동의를 얻을 수 있다. 사용자는 발생할 수 있는 모든 가능한 조합과 상호 작용을 인식해야한다. 여러 관측과 실험은 최상의 결과를 위해 비교해야 한다. 수학적 모델은 그 실험이 완료된 데이터를 명확하게 사용해야 한다. 
실험은 파일럿 테스트로 시작된다. 물론, 사전에 그 과제는 시험을 이해할 수 있도록, 장비의 작품을, 그리고 그 시험을 수있다는 주어진 시간 내에 완성된다. 실제 실험이 시작되면, 그들의 작품을 대상 지불되어야 한다. 모든 시간과 다른 측정을 신중하게 측정해야하며 기록해야 한다. 모든 데이터가 컴파일되면, 이는 축소, 분석해야하며, 올바른 방법으로 서식화되어야 한다. 실험을 설명하는 보고서를 작성해야 한다. 이는 종종, 통계 중심 경향이 있는 ANOVA 테이블, 플롯 등 의 뜻을 표시해야한다. 최종 보고서는 초안 이후 수많은 작성과 편집단계를 거쳐 최종 제품이 된다.

## 동향
이 분야는 종합과학(interdisciplinary science)으로서 휴먼 팩터(human factors)나 에르고노믹스(ergonomics)라는 명칭으로 제2차 세계대전 이후 20세기 중반부터 본격적으로 연구되었다. 미국에서는 주로 군사적인 목적이나 우주개발분야에서, 유럽에서는 산업현장의 근로조건 등 특수분야에서의 연구가 그 주요 대상이었으나 점차 모든 분야로 확산되어가고 있다. 
도구의 자동화, 고기능화에 따라 사용자에게 조작 시 이미지를 제공하는 등의 방법으로 사고를 방지해야 한다. 고령화사회의 도래와 유니버설디자인의 등장에 따라 소비자의 다양한 요구를 동등하게 배려해야 한다는 의식이 확산되었다. 아직 독자적인 연구는 미습하지만 디자인 적용에 필요한 데이터나 규격, 기준이 점차 정비되어 가고 있다.에르고디자인이 필요하게 된 배경과 흐름을 정리하면, 사회적배경과 제작측의 배경을 비롯하여 그동안 잘 추진되지 못한 다음과 같은 몇가지 원인이 있다.
사회적 배경
인간중심 설계와 소비자 만족의 불일치로 인한 부진이 있었다.
고령화 사회의 도래, 유니버설 디자인의 보편화 진행, 생활의 질적 향상 요구로 인해 필요성이 증가하였다.
제작 측의 배경
비용, 기간을 우선하여 디자인 측면에서 생각하지 않고 인간 적응능력에 의존함으로 인한 부진이 있었다.
자동화, 다기능화, 시스템화의 진전, 규격과 표준의 정비와 준거, 새로운 시장 개척과 사회적 역할이 나타남에 인해 필요성 증가했다.
학계의 배경
인간 특성 데이터베이스의 정비가 안되어 적용연구가 부족했다.
운동기능, 감각기능, 인지기능의 데이터를 충분히 정비하는 과정이 필요하다.

## 에르고디자인의 관련 분야
- 인류학
- 인지심리학
- 인류동태학
- 노동과학
- 휴먼인터페이스 디자인

## 참고 문헌
- 에르고디자인, 최대석, 안그라픽스, 2008.
- 인간공학, 갈원모 외, 신광출판사, 2001.